# ماري جنسن
ماري جنسن (بالألمانية: Marie Jensen)‏ هي رسامة ألمانية، ولدت في 1845 في فورتسبورغ في ألمانيا، وتوفيت في 1921 في برين أم كيمزيه في ألمانيا.